# Placothuria molpadioides
Placothuria molpadioides is een zeekomkommer uit de familie Placothuriidae.
De wetenschappelijke naam van de soort werd in 1868 gepubliceerd door Karl Semper.